# Herpsilochmus pectoralis
A Herpsilochmus pectoralis a madarak osztályának verébalakúak (Passeriformes) rendjébe és a hangyászmadárfélék (Thamnophilidae) családjába tartozó faj.

## Rendszerezése
A fajt Philip Lutley Sclater angol ornitológus írta le 1857-ben.

## Előfordulása
Brazília északkeleti részén honos. A természetes élőhelye a szubtrópusi vagy trópusi síkvidéki esőerdők, száraz erdők, valamint száraz szavannák és bokrosok. Állandó, nem vonuló faj.

## Megjelenése
Testhossza 11-12  centiméter.
|  |

## Életmódja
Rovarokkal táplálkozik.

## Külső hivatkozások
- Képek az interneten a fajról
- Xeno-canto.org